# Акерсхус
А́керсхус (норв. Akershus) — одно из норвежских фюльке. Граничит с фюльке Осло, Хедмарк, Бускеруд, Оппланн и Эстфолл. Муниципалитеты Аскер и Берум являются эксклавами Акерсхуса, располагаясь между Осло и Бускерудом. Акерсхус — второе по населению фюльке Норвегии после Осло, здесь живет десятая часть населения страны. Органы местной власти расположены в Осло, хотя этот город административно не входит в состав фюльке Акерсхус.
Акерсхус делится на три региона: Фуллу (юго-восточная часть), Румерике и западный регион (Аскер и Берум). Статус городов имеют Лиллестрём, Саннвика, Ши и Дрёбак.
В Акерсхусе располагаются международный аэропорт Осло Гардермуэн и Университет наук об окружающей среде и биосфере коммуна Ос.

## Административно-территориальное деление

Коммуны Акерсхуса

А́керсхус подразделяется на 22 коммуны:
1. Аскер
2. Эурскуг-Хёланн
3. Берум
4. Эйдсволл
5. Энебакк
6. Фет
7. Фрогн
8. Еррум
9. Хурдал
10. Лёренскуг
11. Наннестад
12. Нес
13. Несодден
14. Ниттедал
15. Оппегор
16. Релинген
17. Шедсму
18. Ши
19. Сёрум
20. Улленсакер
21. Вестбю
22. Ос